# A Game I Can’t Afford to Lose
A Game I Can’t Afford to Lose ist ein englischsprachiger Countrysong mit Text und Musik von Ronnie Rogers, das 1981 von dem österreichischen Sänger Freddy Quinn veröffentlicht wurde.

## Veröffentlichung
1981 erschien das Lied auf Freddy Quinns 38. Studioalbum mit dem Titel Country – Get Me Back to Tennessee, das im Label Polydor (Nummer: 2372 079) auf Schallplatte sowie auf Kompaktkassette (Nummer 3151 079) erschien. Das an der Veröffentlichung beteiligte Tonträgerunternehmen war die Deutsche Grammophon GmbH, der Druck geschah durch die Gerhard Kaiser GmbH und das phonographische Copyright lag bei der Polydor International GmbH.
Dieses Album war Teil der Album-Box 2, die 2017 im Label Electrola im Rahmen der Serie Originale erschien. Die weiteren Alben waren Vorhang auf!, Tennessee Saturday Night, It’s Country Time und Und darum bin ich heute wieder hier sowie 16 Bonustitel.